# Biegacz granulowany
Biegacz granulowany (Carabus granulatus) – gatunek chrząszcza z rodziny biegaczowatych, jeden z najpospolitszych dużych biegaczy występujących w Polsce na polach i łąkach, a także w lasach od nizin aż po wysokie partie gór. Zimuje w ziemi, okres aktywności rozciąga się od kwietnia do września.
Jest to chrząszcz o długości 1,7–2,3 cm, drapieżny, polifagiczny. W ciągu dnia ukrywa się w mchu, pod kamieniami lub kawałkami drewna. Należy do nielicznych biegaczy z rodzaju Carabus zdolnych do lotu. Larwy smukłe i długie, podobnie jak dorosłe prowadzą drapieżny tryb życia. Przepoczwarczają się w ziemi. Młode biegacze wylęgają się późnym latem, zimują zwykle po kilka w spróchniałych drzewach. 
Na terenie Polski jest gatunkiem pospolitym. Do 2014 roku objęty był ścisłą ochroną gatunkową. Od października 2014 niechroniony.